# ソイアーノ・デル・ラーゴ
ソイアーノ・デル・ラーゴ（伊: Soiano del Lago）は、イタリア共和国ロンバルディア州ブレシア県にある、人口約1,900人の基礎自治体（コムーネ）。

## 地理

### 位置・広がり

#### 隣接コムーネ
隣接するコムーネは以下の通り。
- カルヴァジェーゼ・デッラ・リヴィエーラ
- マネルバ・デル・ガルダ
- モニーガ・デル・ガルダ
- パデンゲ・スル・ガルダ
- ポルペナッツェ・デル・ガルダ

### 地震分類
イタリアの地震リスク階級 (it) では、2 に分類される
。